# یونین
یونین (به عربی: بلدة یونین) یک منطقهٔ مسکونی در لبنان است که در شهرستان بعلبک واقع شده‌است. یونین ۱٬۲۱۵ متر بالاتر از سطح دریا واقع شده‌است.